# Mobning
Mobning (fra engelsk mobbing, afledt af mob "pøbel, gruppe") er en gruppes længerevarende systematiske drillerier og følelsesmæssige overgreb på en person, som oftest i skolen eller på arbejdspladsen.
Direkte mobning kan udføres verbalt eller fysisk. Indirekte mobning omfatter hovedsagelig rygtespredning, der isolerer offeret socialt, fordi det skader status og omdømme.
Mobning kan have flere former:
- Fysisk mobning: Slag, spark, lussing, ødelæggelse af ejendele osv.
- Verbal mobning: Trusler, ondsindet drilleri, øgenavne osv.
- Psykisk mobning: Udelukkelse, talende blikke, bagtalelse osv.

En person som aktivt mobber kaldes en mobber. Traditionelt har mobbeforskere, som den fremtrædende svenske Dan Olweus, anset mobberne for personer med stor selvtillid, men en lav evne til medfølelse og medlidenhed. De kan lide den magt- og statusfølelser, de kan få ved at chikanere en anden. For at mobning kan ske, får mobberen som regel hjælp af en «tavs gruppe» (medløbere), mennesker som ser på eller deltager mindre aktivt i mobningen. Denne teori bliver dog kraftigt udfordret af forskningsprojektet Exbus fra Aarhus Universitet 2007-2011. Ifølge den lider både mobbere og "medløbere" af social eksklusionsangst. Mobning opstår således som et fælles tredje for at knytte gruppen tættere sammen. De, som mobber, bekræftes i deres tilhørsforhold til gruppen, mens eventuelle modstandere eller passive tilskuere løber en risiko for at blive de næste ofre. Derfor kan rollen som mobber og offer også skifte fra den ene situation til den anden. Mobberne har altså ikke en lavere evne til empati. Men de kan eventuelt undertrykke denne følelse, idet der opstår en fælles forståelse i gruppen af, at det er i orden at mobbe denne eller hin.

## Mobbeofre
Der er ingen psykiske eller fysiske fællestræk for ofrene. Det er en almindelig opfattelse, at udseende gør en til et offer for mobning, f.eks. rødt hår, at bruge briller eller at være tykkere eller tyndere end gennemsnittet, men alle slags almindelige og ualmindelige egenskaber kan bruges som påskud til at mobbe nogen. Det findes alligevel nogle træk, som går igen ved flere af ofrene – et studie gjort af den svenske mobbeforsker Dan Olweus viste, at flere unge, som bliver udsat for mobning, var mere ængstelige, forsigtige eller havde afvigende adfærd, mens et norsk forskningsprojekt kom frem til, at en del af dem, som var udsat for mobning, var mere neurotiske og mindre udadvendte, medgørlige og samvittighedsfulde end dem, som ikke havde været udsat. Spørgsmålet er dog, om disse karaktertræk er årsag til eller følger af mobning.

## På arbejdspladsen
Et uorganiseret miljø med en dårlig ledelse og et højt stressniveau kan føre til, at mobningen lettere kan udvikle sig. Et forebyggende arbejde kan derfor modvirke disse faktorer og tage klar afstand fra mobning.
Mobning på arbejdspladsen er oftest følelsesmæssigt misbrug, hvor kolleger eller over- eller underordnede "rotter sig sammen" for at tvinge en ud af arbejdspladsen gennem rygter, insinuering, intimidering, ydmygelse, miskreditering og isolation. Det vil sige, at mobning er ondsindet, ikke-seksuel, ikke-racemæssig, almen chikane.
Ofre for mobning på arbejdspladsen lider ofte af tilpasningsforstyrrelser, somatiske symptomer som hovedpine eller ITB (irritabel tyktarm), psykologiske traumer, PTSD og egentlig depression.

## I skolen
Skolemobning følger samme model som voksenmobning. Især blandt børn er formålet ofte at få offeret til at se ud som ansvarlig for mobningen (offersskyldighed). Ifølge Dansk Center for Undervisningsmiljø (DCUM) er mobning et socialt fænomen, der involverer to eller flere personer, hvor en eller flere udfører en eller gentagne handlinger, der overskrider en andens grænser. Desuden indebærer mobning en ubalance i magtforholdet mellem mobberen og den, der bliver mobbet.
Ifølge danske forskere i mobning som cand. pæd. John Aasted Halse og cand. jur. Helle Rabøl Hansen kan mobning påvirke elevers indlæring i skolen.
Fra 1. august 2017 stilles der krav om, at alle grundskoler og ungdomsuddannelser skal have en antimobbestrategi og handlingsplaner i tilfælde af mobning. Der oprettes samtidig en klageinstans hos Dansk Center for Undervisningsmiljø for elever og forældre. Ifølge Statens Institut for Folkesundhed har det betydet, at kun fem procent af de 11-årige i dag svarer, at de er blevet mobbet inden for de seneste to måneder. I 1998 var det tal på 34 procent. Samtidig er en del af mobningen flyttet fra skolegården til de sociale medier, hvor den kan være sværere at kontrollere.

## Digital mobning
Digital mobning (eller cyberchikane er en alvorlig form for mobning, som foregår via digitale medier på Internettet eller via mobiltelefoner. Billeder, videoer eller krænkende tekster bliver lagt på nettet eller udsendt, uden at der tages hensyn til, at det krænker andre personligt eller berører privatlivets fred. Mobningen kan foregå via blogs, hjemmesider, email, SMS, MMS eller videoklip som lægges ud på nettet.
Mobningen kan både ske helt offentligt eller skjult for offeret. Det materiale, som bliver lagt ud på nettet, kan meget hurtigt spredes. Det kan være meget vanskeligt at slippe af med krænkende materiale, fordi der kan være kopier, som efter fjernelse lægges på nettet et nyt sted.
Ved digital mobning kan mobberne i høj grad være anonyme, og mobbeofret kan have meget svært ved at finde frem til en afsender. Da de digitale medier nærmest er blevet allemandseje, kan det medføre at flere fristes til at mobbe, og at flere bliver ramt.

## Yderligere litteratur
- Hansen, Helle Rabøl. Grundbog mod mobning. Gyldendal 2005. ISBN 87-02-02851-4
- Kofoed, Jette & Dorte Marie Søndergaard. Mobning: Sociale processer på afveje. Hans Reitzels Forlag 2009. ISBN 87-412-5334-5
- Olweus, Dan. Mobning i skolen: Hvad vi ved og hvad vi kan gøre. Hans Reitzels Forlag 2000. ISBN 87-412-2668-2
- Thornberg, Robert. Det sociale liv i skolen: Socialpsykologi for lærere. Hans Reitzels Forlag 2008. ISBN 87-412-5138-5
- Margaret R. Kohut. "The Complete Guide to Understanding, Controlling, and Stopping Bullies & Bullying at Work: A Guide for Managers, Supervisors, and Employees". Atlantic Publishing Group 2007, ISBN 978-1-60138-236-8